# Haile Gebrselassie
Haile Gebrselassie (în amharică ኃይሌ ገብረ ሥላሴ; n. 18 aprilie 1973, Asella, Etiopia) este un fost alergător de distanță etiopian.

## Carieră
La proba de 10.000 m a fost campion olimpic la Jocurile Olimpice de vară din 1996 de la Atlanta și la ediția din 2000 de la Sydney, și a cucerit patru titluri mondiale din 1993 până în 1999. A câștigat maratonul de la Berlin de patru ori la rând, doborând recordul mondial cu timpul de 2:03:59 în 2008.

## Palmares
| An   | Competiție                                      | Locație                      | Loc | Eveniment   | Note     |
| ---- | ----------------------------------------------- | ---------------------------- | --- | ----------- | -------- |
| 1991 | Campionatul Mondial de Cros de Juniori (sub 20) | Antwerpen, Belgia            | 8   | 8,415 km    | 24:23    |
| 1991 | Campionatul Mondial de Cros de Juniori (sub 20) | Antwerpen, Belgia            | 2   | echipe      | 24:23    |
| 1992 | Campionatul Mondial de Cros de Juniori (sub 20) | Boston, Statele Unite        | 2   | 7,8 km      | 23:35    |
| 1992 | Campionatul Mondial de Cros de Juniori (sub 20) | Boston, Statele Unite        | 2   | echipe      | 23:35    |
| 1992 | Campionatul Mondial de Juniori (sub 20)         | Seoul, Coreea de Sud         | 1   | 5000 m      | 13:36,06 |
| 1992 | Campionatul Mondial de Juniori (sub 20)         | Seoul, Coreea de Sud         | 1   | 10 000 m    | 28:03,99 |
| 1993 | Campionatul Mondial de Cros                     | Amorebieta, Spania           | 7   | 11,75 km    | 33:23    |
| 1993 | Campionatul Mondial de Cros                     | Amorebieta, Spania           | 2   | echipe      | 33:23    |
| 1993 | Campionatul African                             | Durban, Africa de Sud        | 2   | 5000 m      | 13:10,41 |
| 1993 | Campionatul African                             | Durban, Africa de Sud        | 3   | 10 000 m    | 27:30,17 |
| 1993 | Campionatul Mondial                             | Stuttgart, Germania          | 2   | 5000 m      | 13:03,17 |
| 1993 | Campionatul Mondial                             | Stuttgart, Germania          | 1   | 10 000 m    | 27:46,02 |
| 1994 | Campionatul Mondial de Cros                     | Budapesta, Ungaria           | 3   | 12,02 km    | 34:32    |
| 1994 | Campionatul Mondial de Cros                     | Budapesta, Ungaria           | 3   | echipe      | 34:32    |
| 1994 | Campionatul Mondial de Ekiden                   | Litochoro, Grecia            | 2   | ekiden      | 1:58:51  |
| 1995 | Campionatul Mondial de Cros                     | Durham, Marea Britanie       | 4   | 12,02 km    | 34:26    |
| 1995 | Campionatul Mondial de Cros                     | Durham, Marea Britanie       | 5   | echipe      | 34:26    |
| 1995 | Campionatul Mondial                             | Göteborg, Suedia             | —   | 5000 m      | NS       |
| 1995 | Campionatul Mondial                             | Göteborg, Suedia             | 1   | 10 000 m    | 27:12,95 |
| 1996 | Campionatul Mondial de Cros                     | Stellenbosch, Africa de Sud  | 5   | 12,15 km    | 34:28    |
| 1996 | Campionatul Mondial de Cros                     | Stellenbosch, Africa de Sud  | 3   | echipe      | 34:28    |
| 1996 | Jocurile Olimpice                               | Atlanta, Statele Unite       | —   | 5000 m      | NS       |
| 1996 | Jocurile Olimpice                               | Atlanta, Statele Unite       | 1   | 10 000 m    | 27:07,34 |
| 1997 | Campionatul Mondial în sală                     | Paris, Franța                | 1   | 3000 m      | 7:34,71  |
| 1997 | Campionatul Mondial                             | Atena, Grecia                | 1   | 10 000 m    | 27:24,58 |
| 1999 | Campionatul Mondial în sală                     | Maebashi, Japonia            | 1   | 1500 m      | 3:33,77  |
| 1999 | Campionatul Mondial în sală                     | Maebashi, Japonia            | 1   | 3000 m      | 7:53,57  |
| 1999 | Campionatul Mondial                             | Sevilla, Spania              | 1   | 10 000 m    | 27:57,27 |
| 2000 | Jocurile Olimpice                               | Sydney, Australia            | 1   | 10 000 m    | 27:18,20 |
| 2001 | Campionatul Mondial                             | Edmonton, Canada             | 3   | 10 000 m    | 27:54,41 |
| 2001 | Campionatul Mondial de Semimaraton              | Bristol, Marea Britanie      | 1   | semimaraton | 1:00:03  |
| 2001 | Campionatul Mondial de Semimaraton              | Bristol, Marea Britanie      | 1   | echipa      | 1:00:03  |
| 2002 | London Marathon                                 | Londra, Marea Britanie       | 3   | maraton     | 2:06:35  |
| 2003 | Campionatul Mondial în sală                     | Birmingham, Marea Britanie   | 1   | 3000 m      | 7:40,97  |
| 2003 | Campionatul Mondial                             | Paris, Franța                | 2   | 10 000 m    | 26:50.77 |
| 2004 | Jocurile Olimpice                               | Atena, Grecia                | 5   | 10 000 m    | 27:27,70 |
| 2005 | Amsterdam Marathon                              | Amsterdam, Olanda            | 1   | maraton     | 2:06:20  |
| 2006 | London Marathon                                 | Londra, Marea Britanie       | 9   | maraton     | 2:09:05  |
| 2006 | Berlin Marathon                                 | Berlin, Germania             | 1   | maraton     | 2:05:56  |
| 2006 | Fukuoka Marathon                                | Fukuoka, Japonia             | 1   | maraton     | 2:06:52  |
| 2007 | Berlin Marathon                                 | Berlin, Germania             | 1   | maraton     | 2:04:26  |
| 2008 | Dubai Marathon                                  | Dubai, Emiratele Arabe Unite | 1   | maraton     | 2:04:53  |
| 2008 | Jocurile Olimpice                               | Beijing, China               | 6   | 10 000 m    | 27:06.68 |
| 2008 | Berlin Marathon                                 | Berlin, Germania             | 1   | maraton     | 2:03:59  |
| 2009 | Dubai Marathon                                  | Dubai, Emiratele Arabe Unite | 1   | maraton     | 2:05:29  |
| 2009 | Berlin Marathon                                 | Berlin, Germania             | 1   | maraton     | 2:06:08  |
| 2010 | Dubai Marathon                                  | Dubai, Emiratele Arabe Unite | 1   | maraton     | 2:06:09  |
| 2012 | Tokyo Marathon                                  | Tokio, Japonia               | 4   | maraton     | 2:08:17  |

## Recorduri personale
| Probă          | Performanță | Dată               | Locație   |
| -------------- | ----------- | ------------------ | --------- |
| 5000 m         | 12:39,36    | 13 iunie 1998      | Helsinki  |
| 10 000 m       | 26:22,75    | 1 iunie 1998       | Hengelo   |
| Semimaraton    | 58:55       | 15 ianuarie 2006   | Tempe     |
| Maraton        | 2:03:59     | 28 septembrie 2008 | Berlin    |
| 1500 m în sală | 3:31,76     | 1 februarie 1998   | Stuttgart |
| 3000 m în sală | 7:26,15     | 25 ianuarie 1998   | Karlsruhe |